# 500 kilomètres de Silverstone FIA GT 1998
Navigation
Édition précédente Édition suivante
Les 500 kilomètres de Silverstone FIA GT 1998, disputées le 17 mai 1998 sur le circuit de Silverstone, est la deuxième manche du championnat FIA GT 1998.

## Course

### Classement de la course
Classement à l'issue de la course (vainqueurs de catégorie en gras), :
| Pos.   | Catégorie | N° | Écurie                                  | Pilotes                                          | Châssis                     | Pneus | Tours |
| Pos.   | Catégorie | N° | Écurie                                  | Pilotes                                          | Moteur                      | Pneus | Tours |
| ------ | --------- | -- | --------------------------------------- | ------------------------------------------------ | --------------------------- | ----- | ----- |
| 1      | GT1       | 1  | AMG Mercedes                            | Bernd Schneider Mark Webber                      | Mercedes-Benz CLK GTR       | B     | 98    |
| 1      | GT1       | 1  | AMG Mercedes                            | Bernd Schneider Mark Webber                      | Mercedes-Benz M120 6.0L V12 | B     | 98    |
| 2      | GT1       | 8  | Porsche AG                              | Uwe Alzen Jörg Müller                            | Porsche 911 GT1-98          | M     | 98    |
| 2      | GT1       | 8  | Porsche AG                              | Uwe Alzen Jörg Müller                            | Porsche 3.2L Turbo Flat-6   | M     | 98    |
| 3      | GT1       | 6  | Zakspeed Racing                         | Michael Bartels Armin Hahne                      | Porsche 911 GT1-98          | P     | 97    |
| 3      | GT1       | 6  | Zakspeed Racing                         | Michael Bartels Armin Hahne                      | Porsche 3.2L Turbo Flat-6   | P     | 97    |
| 4      | GT1       | 2  | AMG Mercedes                            | Klaus Ludwig Ricardo Zonta                       | Mercedes-Benz CLK GTR       | B     | 97    |
| 4      | GT1       | 2  | AMG Mercedes                            | Klaus Ludwig Ricardo Zonta                       | Mercedes-Benz M120 6.0L V12 | B     | 97    |
| 5      | GT1       | 5  | Zakspeed Racing                         | Alexander Grau Andreas Scheld                    | Porsche 911 GT1-98          | P     | 96    |
| 5      | GT1       | 5  | Zakspeed Racing                         | Alexander Grau Andreas Scheld                    | Porsche 3.2L Turbo Flat-6   | P     | 96    |
| 6      | GT1       | 15 | Davidoff Classic GTC Competition        | Thomas Bscher Geoff Lees                         | McLaren F1 GTR              | G     | 94    |
| 6      | GT1       | 15 | Davidoff Classic GTC Competition        | Thomas Bscher Geoff Lees                         | BMW S70 6.0L V12            | G     | 94    |
| 7      | GT1       | 11 | Team Persson Motorsport                 | Christophe Bouchut Bernd Mayländer               | Mercedes-Benz CLK GTR       | B     | 94    |
| 7      | GT1       | 11 | Team Persson Motorsport                 | Christophe Bouchut Bernd Mayländer               | Mercedes-Benz M120 6.0L V12 | B     | 94    |
| 8      | GT1       | 3  | DAMS                                    | David Brabham Éric Bernard                       | Panoz GTR-1                 | M     | 92    |
| 8      | GT1       | 3  | DAMS                                    | David Brabham Éric Bernard                       | Ford (Roush) 6.0L V8        | M     | 92    |
| 9      | GT2       | 51 | Viper Team Oreca                        | Pedro Lamy Olivier Beretta                       | Chrysler Viper GTS-R        | M     | 88    |
| 9      | GT2       | 51 | Viper Team Oreca                        | Pedro Lamy Olivier Beretta                       | Chrysler 8.0L V10           | M     | 88    |
| 10     | GT2       | 60 | Elf Haberthur Racing                    | Michel Neugarten Gerd Ruch Marco Spinelli        | Porsche 911 GT2             | G     | 86    |
| 10     | GT2       | 60 | Elf Haberthur Racing                    | Michel Neugarten Gerd Ruch Marco Spinelli        | Porsche 3.6L Turbo Flat-6   | G     | 86    |
| 11     | GT2       | 62 | Stadler Motorsport                      | Uwe Sick Axel Röhr                               | Porsche 911 GT2             | P     | 82    |
| 11     | GT2       | 62 | Stadler Motorsport                      | Uwe Sick Axel Röhr                               | Porsche 3.6L Turbo Flat-6   | P     | 82    |
| 12     | GT2       | 69 | Proton Competition                      | Gerold Ried Patrick Vuillaume                    | Porsche 911 GT2             | P     | 82    |
| 12     | GT2       | 69 | Proton Competition                      | Gerold Ried Patrick Vuillaume                    | Porsche 3.6L Turbo Flat-6   | P     | 82    |
| 13     | GT2       | 54 | Chamberlain Engineering                 | Hans Hugenholtz Matt Turner                      | Chrysler Viper GTS-R        | D     | 82    |
| 13     | GT2       | 54 | Chamberlain Engineering                 | Hans Hugenholtz Matt Turner                      | Chrysler 8.0L V10           | D     | 82    |
| 14     | GT2       | 53 | Chamberlain Engineering                 | Ni Amorim Gonçalo Gomes                          | Chrysler Viper GTS-R        | D     | 82    |
| 14     | GT2       | 53 | Chamberlain Engineering                 | Ni Amorim Gonçalo Gomes                          | Chrysler 8.0L V10           | D     | 82    |
| 15     | GT2       | 66 | Konrad Motorsport                       | Franz Konrad Nick Ham                            | Porsche 911 GT2             | D     | 80    |
| 15     | GT2       | 66 | Konrad Motorsport                       | Franz Konrad Nick Ham                            | Porsche 3.6L Turbo Flat-6   | D     | 80    |
| 16     | GT2       | 63 | Krauss Race Sports International        | Michael Trunk Bernhard Müller                    | Porsche 911 GT2             | D     | 79    |
| 16     | GT2       | 63 | Krauss Race Sports International        | Michael Trunk Bernhard Müller                    | Porsche 3.6L Turbo Flat-6   | D     | 79    |
| 17     | GT2       | 65 | Konrad Motorsport                       | Toni Seiler Martin Stretton                      | Porsche 911 GT2             | D     | 72    |
| 17     | GT2       | 65 | Konrad Motorsport                       | Toni Seiler Martin Stretton                      | Porsche 3.6L Turbo Flat-6   | D     | 72    |
| 18     | GT2       | 58 | Roock Sportsystem                       | Tim Sugden Peter Owen André Ahrlé                | Porsche 911 GT2             | Y     | 62    |
| 18     | GT2       | 58 | Roock Sportsystem                       | Tim Sugden Peter Owen André Ahrlé                | Porsche 3.6L Turbo Flat-6   | Y     | 62    |
| 19 DNF | GT2       | 56 | Roock Racing                            | Claudia Hürtgen Stéphane Ortelli                 | Porsche 911 GT2             | Y     | 44    |
| 19 DNF | GT2       | 56 | Roock Racing                            | Claudia Hürtgen Stéphane Ortelli                 | Porsche 3.6L Turbo Flat-6   | Y     | 44    |
| 20 DNF | GT2       | 98 | Cirtek Motorsport Saleen-Allen Speedlab | Robert Schirle David Warnock                     | Saleen Mustang SR           | D     | 28    |
| 20 DNF | GT2       | 98 | Cirtek Motorsport Saleen-Allen Speedlab | Robert Schirle David Warnock                     | Ford 5.9L V8                | D     | 28    |
| 21 DNF | GT1       | 27 | Parabolica Motorsports BBA Compétition  | Jean-Luc Maury-Laribière Patrick Caternet        | McLaren F1 GTR              | D     | 25    |
| 21 DNF | GT1       | 27 | Parabolica Motorsports BBA Compétition  | Jean-Luc Maury-Laribière Patrick Caternet        | BMW S70 6.1L V12            | D     | 25    |
| 22 DNF | GT2       | 52 | Viper Team Oreca                        | Karl Wendlinger Justin Bell                      | Chrysler Viper GTS-R        | M     | 25    |
| 22 DNF | GT2       | 52 | Viper Team Oreca                        | Karl Wendlinger Justin Bell                      | Chrysler 8.0L V10           | M     | 25    |
| 23 DNF | GT1       | 10 | Team Hezemans                           | Rainer Bonnetsmüller Manfred Jurasz Stefan Hackl | Bitter GT1                  | G     | 20    |
| 23 DNF | GT1       | 10 | Team Hezemans                           | Rainer Bonnetsmüller Manfred Jurasz Stefan Hackl | Chrysler 8.0L V10           | G     | 20    |
| 24 DNF | GT1       | 7  | Porsche AG                              | Allan McNish Bob Wollek                          | Porsche 911 GT1-98          | M     | 13    |
| 24 DNF | GT1       | 7  | Porsche AG                              | Allan McNish Bob Wollek                          | Porsche 3.2L Turbo Flat-6   | M     | 13    |
| 25 DNF | GT2       | 57 | Roock Racing                            | Bruno Eichmann Sascha Maassen                    | Porsche 911 GT2             | Y     | 13    |
| 25 DNF | GT2       | 57 | Roock Racing                            | Bruno Eichmann Sascha Maassen                    | Porsche 3.6L Turbo Flat-6   | Y     | 13    |
| 26 DNF | GT2       | 70 | Marcos Racing International             | Cor Euser Harald Becker                          | Marcos LM600                | D     | 12    |
| 26 DNF | GT2       | 70 | Marcos Racing International             | Cor Euser Harald Becker                          | Chevrolet 5.9L V8           | D     | 12    |
| 27 DNF | GT2       | 96 | Proton Competition                      | Horst Felbermayr, Sr. Horst Felbermayr, Jr.      | Porsche 911 GT2             | P     | 10    |
| 27 DNF | GT2       | 96 | Proton Competition                      | Horst Felbermayr, Sr. Horst Felbermayr, Jr.      | Porsche 3.6L Turbo Flat-6   | P     | 10    |
| 28 DNF | GT1       | 12 | Team Persson Motorsport                 | Jean-Marc Gounon Marcel Tiemann                  | Mercedes-Benz CLK GTR       | B     | 6     |
| 28 DNF | GT1       | 12 | Team Persson Motorsport                 | Jean-Marc Gounon Marcel Tiemann                  | Mercedes-Benz M120 6.0L V12 | B     | 6     |
| 29 DNF | GT1       | 9  | Team Hezemans                           | Jan Lammers Mike Hezemans                        | Bitter GT1                  | G     | 2     |
| 29 DNF | GT1       | 9  | Team Hezemans                           | Jan Lammers Mike Hezemans                        | Chrysler 8.0L V10           | G     | 2     |